# Roland Števko
Roland Števko (* 8. dubna 1983, Levice) je slovenský fotbalový útočník momentálně bez angažmá. naposledy působil v rakouském týmu SV Karlstetten/Neidling. Byl považovaný za velký talent slovenského fotbalu.
Za rok 2003 vyhrál cenu Petra Dubovského, která se na Slovensku uděluje nejlepšímu slovenskému hráči do 21 let.

## Klubová kariéra
V ročníku 2003/04 se stal v dresu Ružomberku nejmladším králem ligových střelců slovenské ligy (zaznamenal 17 gólů). Po veleúspěšné hráčově sezóně jej chtěl Ružomberok prodat do Zbrojovky Brno, která mělo v Gambrinus lize zachranářské starosti. Ve hře bylo ještě hostování v druholigovém španělském mužstvu CD Tenerife, ale Brno podalo lepší nabídku na přestup. (12 milionů korun + výstavbu nové tribuny, kterou měla postavit firma Skanska, sponzor brněnského klubu). Števko odmítl přestoupit do moravské metropole a klub ho potrestal přeřazením do B-týmu. Števko dlouho paběrkoval, neuspěl na testech ve francouzském Paris Saint-Germain FC ani v Torpedu Mokva.
V roce 2006 podepsal smlouvu s druholigovým německým klubem SpVgg Greuther Fürth, kde ale nastoupil pouze ve 2 zápasech, aniž by se střelecky prosadil.
V roce 2007 se vrátil zpět do Ružomberku.

## Reprezentační kariéra
Roland Števko působil ve slovenské fotbalové reprezentaci do 21 let.

## Úspěchy

### Individuální
- 1× Cena Petra Dubovského (nejlepší slovenský fotbalista do 21 let) – 2003[3]